# Cruzeiro eSports
O Cruzeiro eSports é um departamento de esportes eletrônicos do tradicional clube esportivo Cruzeiro Esporte Clube.

## Historia

### Primeira gestão
Fundado em agosto de 2019, o Cruzeiro eSports é gerenciado pela E-Flix eSports uma empresa de gerenciamento de equipes, em maio de 2020 a equipe consegue o acesso pata a LBFF e ja se consagra como uma das maiores do cenario de free fire. Em setembro de 2020 o clube entra para o CBLOL pagando R$ 4,4 milhões para a riot games. No ano de 2021 o clube estreia no CBLOL e LBFF.  
Em março de 2021 a E-Flix anuncia a que rompeu unilateralmente com o Cruzeiro. 

### Segunda gestão
Em 2 de Junho de 2021 o clube anuncia sua volta ao esports
no dia 4 de junho o clube anuncia sua entrada no FIFA
em 11 de junho anuncia sua entrada no Valorant e sua volta ao Free Fire. 
em 12 de junho o clube anuncia sua entrada no CS:GO. 

## Modalidades
Atualmente o Cruzeiro disputa a LBFF (Liga Brasileira de Free Fire); o Valorant; CSGO; PES e os torneios oficiais da EA Sports no FIFA.

## FIFA
O Clube possui 2 jogadores para disputa de torneios da EA eSports
- Fineto10
- Miguelles

## Free Fire
O Cruzeiro possui uma equipe de free fire para disputa de campeonatos da Garena.
Equipe
 Ronald "R7xy" Dos Santos
 Murilo "Rush" Silva
 Luiz "Trap" Henrique
 Ygor "Guiga"
 João "Menor" Vitor

#### Comissão Tecnica
Gabriel "Nabozny" Nabozny

## Valorant

### Equipe[6][7][8]
- Nathalia "Nathmoonz" Vales
- Leticia "Lezinha" Rossi
- Bruna "BUBU" De Cesare
- Vitoria "Bizerra" Bezerra
- Julia "Jules" Dominguez
- Matheus "Heart" Ribeiro (Treinador)

## CS:GO
- Felipe "NETOX" Morais
- Lucas "SANTOS" Meerholz
- Paulo "SHORT" Ballardini
- Henrique “Ikki” Kasprzak
- "PIGO"

## Influenciadores
| País   | ID          | Nome              | Jogo |
| ------ | ----------- | ----------------- | ---- |
| Brasil | Gui Gonzaga | Guilherme Gonzaga | FIFA |

## Ex-Jogadores  Notáveis
- Yuri "BOYKA" Gabriel
- Patrick "NATIVA" Alexandre
- Frederico "CEBOLINHA" Marlon
- Luís "OTREMBB" Fabio JR.

## Ligações Externas
- «Site oficial Free Fire eSports»
- «Sítio oficial»
- Cruzeiro eSports no X
- Cruzeiro eSports no Instagram
- Canal de Cruzeiro eSports no YouTube